# Lippische Strohsemmel

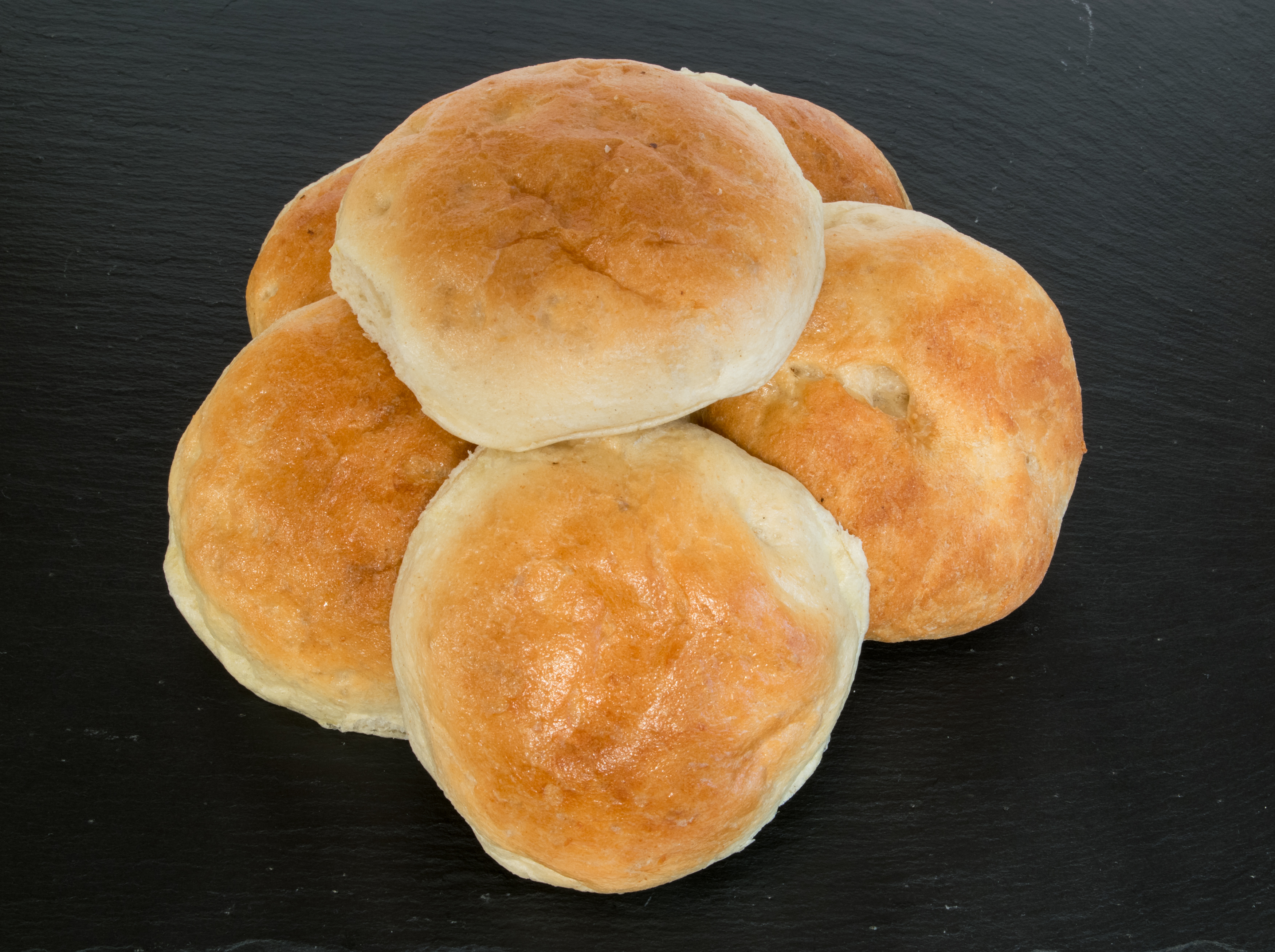
Lemgoer Strohsemmeln von Meffert

Die Lippische Strohsemmel, auch Lemgoer Strohsemmel, ist eine kulinarische Spezialität  aus der Stadt Lemgo, die allerdings nicht nur dort, sondern auch in anderen Orten Lippes hergestellt wird. Das Rezept für die Strohsemmel soll von einem Soldaten und Bäckergesellen aus dem napoleonischen Feldzug gegen Russland 1812 nach Lippe gebracht worden sein. Er hatte Semmeln als Proviant für die Truppen gebacken und nach russischer Sitte die Hefeteigstücke überbrüht, um eine längere Haltbarkeit zu gewährleisten. Da er kein Backblech besaß, benutzte er beim Backen eine Lage Roggenstroh. Dem Lemgoer Bäckermeister Kracht gelang es, das Rezept und die Herstellungsrechte zu erwerben. Zunächst konnte das Rezept geheim gehalten werden, doch schon in der Mitte des 19. Jahrhunderts wurden in mehreren Städten Lippes Strohsemmeln verkauft. Noch heute erfreut sich die Lemgoer Strohsemmel, nicht nur in Lippe, großer Beliebtheit und wird mit Mettwurst, Schinken, Honig, Marmelade oder Butter gegessen.